# Snajper w Waszyngtonie: 23 dni grozy
Snajper w Waszyngtonie: 23 dni grozy (ang. D.C. Sniper: 23 Days of Fear, znany również jako Sniper: 23 Days of Fear in Washington D.C.) – amerykański dramat sensacyjny z 2003 roku w reżyserii Toma McLoughlina. Wyprodukowany przez Orly Adelson Productions.
Premiera filmu miała miejsce 17 października 2003 roku na amerykańskim kanale USA Network.

## Fabuła
Akcja filmu rozgrywa się w dniu 3 października 2002 roku w Montgomery County w stanie Maryland. Mężczyzna koszący trawnik ginie od kuli snajpera. W ciągu najbliższych 24 godzin taki sam los spotyka kolejne osoby. Staje się jasne, że to dzieło seryjnego zabójcy. Naczelnik Charles Moose (Charles S. Dutton) i przedstawiciel władz okręgu Douglas Duncan (Jay O. Sanders) wszczynają szeroko zakrojone śledztwo.

## Obsada
- Charles S. Dutton jako naczelnik Charles Moose
- Jay O. Sanders jako Douglas Duncan
- Bobby Hosea jako John Allen Muhammad
- Trent Cameron jako John Lee Malvo
- Helen Shaver jako Sandy Moose
- Tom O’Brien jako porucznik Jacobs
- Charlayne Woodard jako Mildred Muhammad
- Garwin Sanford jako agent Tremain
- Doug Abrahams jako agent Stone (wymieniony jako Doug Abrams)
- Michael Kopsa jako detektyw Foster
- David Neale jako detektyw Paulson

i inni